# ビッグエッグターフ
ビッグエッグターフは東京ドームでサッカー・ラグビーなどの試合に対応できるように開発された簡易装着型の天然芝である。
そもそもこの発想は1994年にアメリカ合衆国で開かれたFIFAワールドカップの会場の一つとしてシルバードームが使われたが、当時国際サッカー連盟（FIFA）の規約で人工芝の使用が認められていなかったので、天然芝を根っこから植えつけて六角形のパレット方式で人工芝のフィールドの上に取り付ける工法が取り入れられたことを参考にしたものとされている。
1993年、Jリーグのプレシーズンマッチで初めて使用されたこの天然芝は、株式会社東京ドームと建設会社が共同で開発したもので、契約農場から仕入れた天然芝をアルミシートに載せ、それをロール形式で球場に搬送しフィールドに敷き詰めるというものだった。その年の7月、「コカ・コーラカップ93」で初めて使用された。
しかし芝生の根付が悪いことからいたるところで腐ったり、禿げ上がったりしたため実用性に乏しいとして実際に使用されたのはJリーグ創設期に同所で開かれたプレシーズンマッチ数回にとどまった。
また、福岡ドームでもこれとほぼ同じくして四角形の天然芝パレットをプレシーズンマッチなどに採用した事例があるがこれもやはりごく数回しか使用することが出来なかった。その後このパレット天然芝は1994年の記録的猛暑の影響で張り替えた芝生が腐る事態を引き起こした横浜市の三ツ沢公園球技場で使用された。